# Svindlande höjder (film, 1939)
Svindlande höjder (originaltitel: Wuthering Heights) är en amerikansk film från 1939 i regi av William Wyler och produktion av Samuel Goldwyn. Filmen är baserad på romanen Svindlande höjder (1847) av Emily Brontë. Huvudrollerna spelas av Merle Oberon och Laurence Olivier.

## Rollista
- Merle Oberon – Catherine "Cathy" Earnshaw Linton
- Laurence Olivier – Heathcliff
- David Niven – Edgar Linton
- Flora Robson – Ellen Dean
- Geraldine Fitzgerald – Isabella Linton
- Hugh Williams – Hindley Earnshaw
- Donald Crisp – dr Kenneth
- Leo G. Carroll – Joseph
- Miles Mander – Lockwood
- Cecil Kellaway – Earnshaw, Cathys far
- Cecil Humphreys – domare Linton
- Sarita Wooton – Cathy som barn
- Rex Downing – Heathcliff som barn
- Douglas Scott – Hindley som barn
- Vernon Downing – Giles